# Kossiwska Poljana
Kossiwska Poljana (ukrainisch Косівська Поляна; russisch Косовская Поляна Kossowskaja Poljana, slowakisch Kosovská Poľana, ungarisch Kaszómező, Kaszópolyána) ist ein Dorf im Südosten der ukrainischen Oblast Transkarpatien mit etwa 4200 Einwohnern (2004)

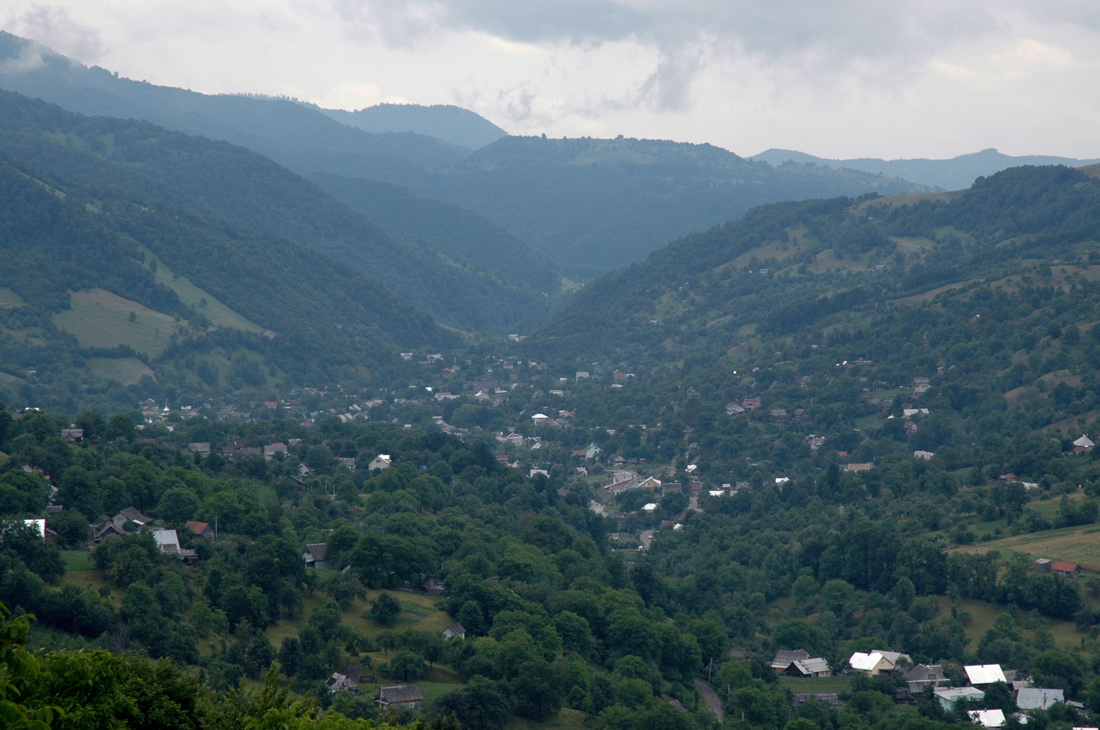
Blick auf Kossiwska Poljana im Tal der Kossiwska.

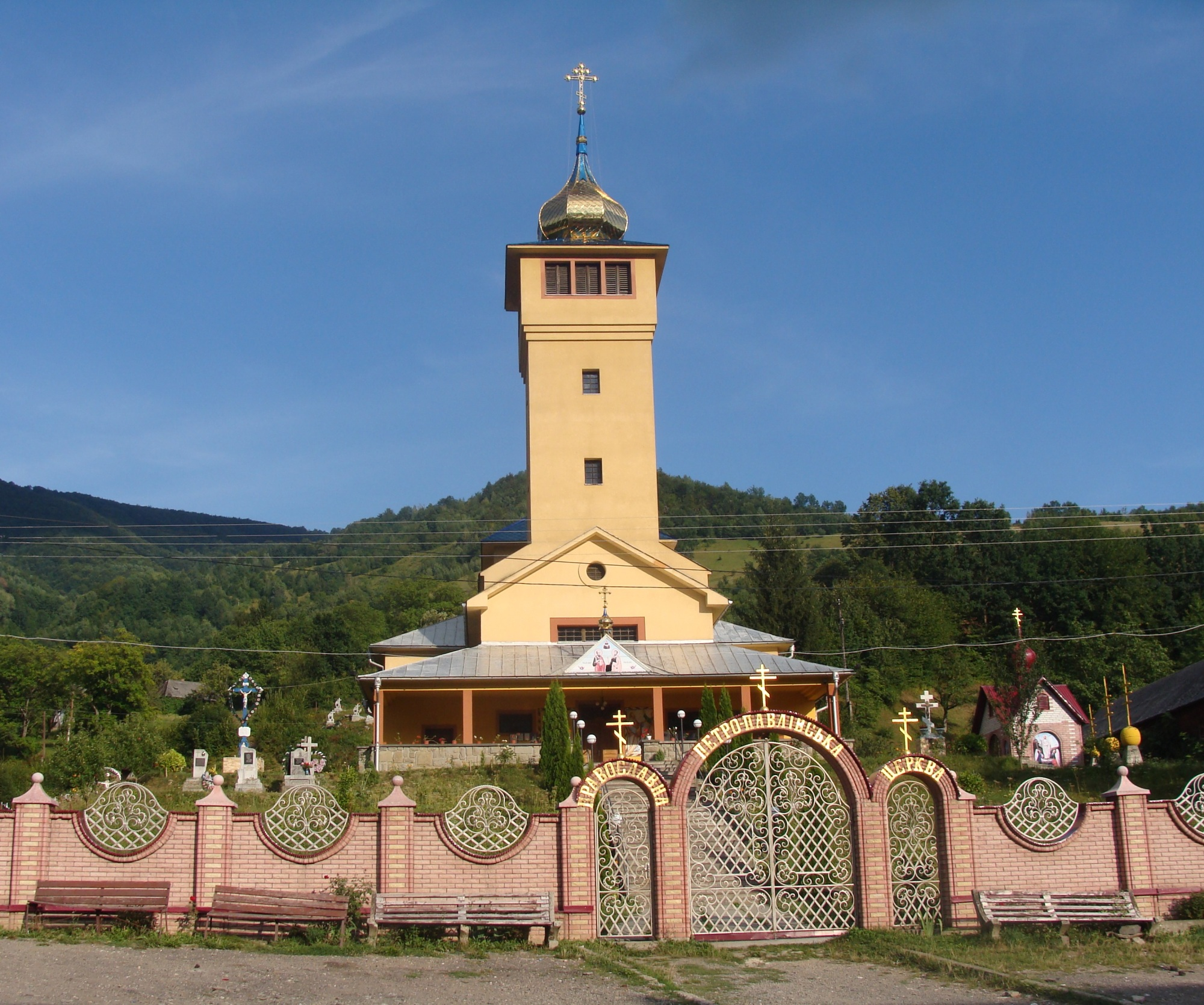
Orthodoxe Kirche in Dorf

Am 12. Juni 2020 wurde das Dorf ein Teil neu gegründeten Siedlungsgemeinde Welykyj Bytschkiw im Süden des Rajons Rachiw; bis dahin bildete es die Landratsgemeinde Kossiwska Poljana (Косівсько-Полянська сільська рада/Kossiwsko-Poljanska silska rada).
Das in der Karpatenukraine in der historischen Region Maramureș gelegene Dorf wurde im 17. Jahrhundert erstmals schriftlich erwähnt. Der Legende nach stammten die ersten Dorfbewohner aus dem Kosovo, woraus sich der Ortsname ergab. Ende des 18. Jahrhunderts wurde nahe der Ortschaft Eisenerz abgebaut und in Kobylezka Poljana verhüttet.
Das Dorf liegt in den Waldkarpaten auf 450 m Höhe im Tal der Kossiwska (Косівська), einem 41 km langen Nebenfluss der Theiß. 8 Kilometer flussabwärts liegt das Dorf Luh. Von dort ist das Rajonzentrum Rachiw, dass etwa 10 km Luftlinie nordöstlich von Kossiwska Poljana liegt, über die Fernstraße N 09 nach etwa 35 km zu erreichen. Das Oblastzentrum Uschhorod befindet sich etwa 190 km nordwestlich von Kossiwska Poljana.